# Місіс Мак-Гінті померла
«Місіс Мак-Гінті померла» (англ. Mrs McGinty's Dead) - детективний роман англійської письменниці  Агати Крісті 1952 року видання.

## Сюжет
Джеймс Бентлі арештований за обвинуваченням у вбивстві місіс Мак-Гінті, його судять і присуджують до страти. Однак слідчий не дуже впевнений у його винності й звертається по допомогу до Еркюля Пуаро.

## Діючі особи
- Еркюль Пуаро - видатний кримінолог, є дві речі, до яких він не байдужий: розслідування злочинів і власний шлунок.
- Старший інспектор Спенс — здоровань, старанний і допитливий працівник.
- Місіс Мак-Гінті — жертва приступу цікавості.
- Джеймс Бентлі — не привабливий із себе бідолаха, що чекає, коли його повісять.
- Морін Саммерхейз — господарка й куховарка будинку для приїжджих, де справа поставлена надзвичайно безладно.
- Джонні Саммерхейз — людина настрою, досить запальний, однак ніколи не забуває про своє кредо «положення зобов'язує».
- Бессі Берч — смерть тіточки не дуже її засмутила, скоріше заподіяла незручності.
- Мод Вільямс — блондинка до мозку кісток, поняття «дама» навряд чи до неї можна застосувати.
- Лора Апуорд — мала необережність висунутися.
- Доктор Рендел — не цурається легких і точно вивірених лестощів.
- Місіс Ветербі — із загону іпохондриків, пишається своєю тонкою щиросердою організацією.
- Робін Апуорд — розпещений молодий драматург, що занадто добре знає свою вигоду.
- Шила Рендел — худенька й бліда жінка з нервовими руками, що не знаходять собі місця.
- Дейдрі Хендерсон — неспритна, малоприваблива й абсолютно нещасна.
- Роджер Ветербі — похмурий вітчим Дейдрі, що не занадто з нею церемониться, людина найвищою мірою неприємна.
- Аріадна Олівер — письменниця, її вирізняє любов до яблук і бажання залишатися в тіні.
- Верб Карпентер — досить чарівна, хоч і невихована власниця прекрасних очей з поволокою.
- Гай Карпентнер — політик.

## Видання українською
- Агата Крісті. Місіс Мак-Гінті померла / Пер. з англ. Т. Микитюк. — Харків : Книжко́вий клу́б «Клуб Сіме́йного Дозві́лля», 2023. — 320 с. — ISBN 978-617-12-9965-8.

1. ↑  (unspecified title) — ISBN 972-38-1320-3